# 圣马丁代尚 (菲尼斯泰尔省)
圣马丹德尚（法語：Saint-Martin-des-Champs，法語發音：[sɛ̃ maʁtɛ̃ de ʃɑ̃] ⓘ）是法国菲尼斯泰尔省的一个市镇，位于该省北部，莫尔莱市区西侧。属于莫尔莱区。

## 地理
圣马丹德尚（48°34'34"N, 3°50'37"W）面积15.7 平方千米，位于法国布列塔尼大區菲尼斯泰尔省，该省份为法国最西部的省份，位于布列塔尼半岛西部，北西南三面环大西洋，东临阿摩尔滨海省和莫尔比昂省。
与圣马丹德尚接壤的市镇（或旧市镇、城区）包括：托莱、莫尔莱、普莱贝尔克里斯特、普卢兰莱莫尔莱、圣塞夫。
圣马丹德尚的时区为UTC+01:00、UTC+02:00（夏令时）。

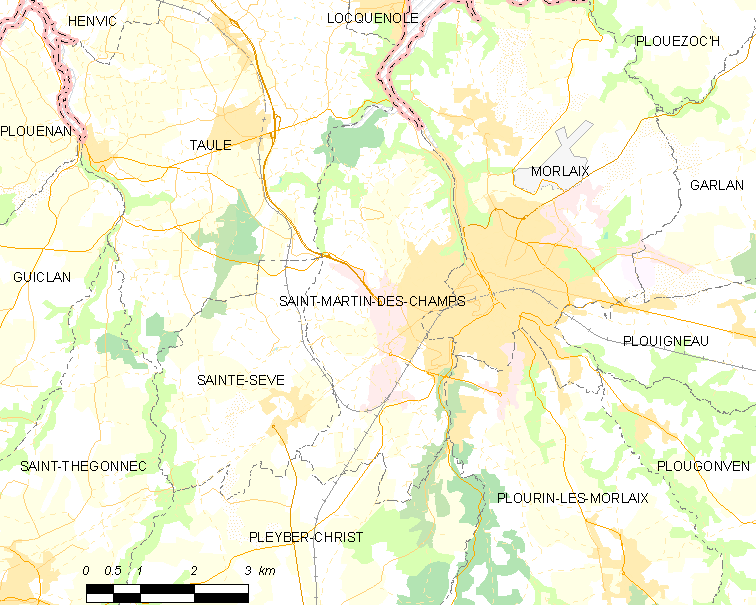
圣马丹德尚的OSM定位图

## 行政
圣马丹德尚的邮政编码为29600，INSEE市镇编码为29254。

## 政治
圣马丹德尚所属的省级选区为莫尔莱县。

## 人口

1962-2008年间圣马丹德尚人口变化图示

圣马丹德尚于2022年1月1日时的人口数量为4792人。